# Minodora Cliveti
Minodora Cliveti (ur. 24 października 1955 w Adjud) – rumuńska polityk i prawniczka, deputowana do Parlamentu Europejskiego VII kadencji.

## Życiorys
W 1978 ukończyła studia prawnicze na Uniwersytecie Aleksandra Jana Cuzy w Jassach. W ramach stypendiów międzynarodowych kształciła się w 1991 w zakresie praw człowieka na Columbia University i University of Birmingham. Praktykowała w zawodzie prawnika w Bacău, od połowy lat 90. pracowała jako urzędniczka w Ministerstwie Spraw Zagranicznych. Od 1993 działała w Rumuńskiej Partii Socjaldemokratycznej, z którą w 2001 współtworzyła Partię Socjaldemokratyczną.
W latach 2000–2008 przez dwie kadencje sprawowała mandat posłanki do Izby Deputowanych. Reprezentowała krajowy parlament w Zgromadzeniu Parlamentarnym Rady Europy. W 2012 objęła mandat posłanki do Parlamentu Europejskiego VII kadencji, zastępując powołaną w skład rządu Rovanę Plumb. Przystąpiła do grupy Postępowego Sojuszu Socjalistów i Demokratów.